# Jezioro Sumińskie
Sumińskie – jezioro w woj. kujawsko-pomorskim, w powiecie lipnowskim, w gminie Kikół, leżące na terenie Pojezierza Dobrzyńskiego.

## Dane morfometryczne
Powierzchnia zwierciadła wody wynosi 129,5 ha.
Zwierciadło wody położone jest na wysokości 85,7 m n.p.m. Średnia głębokość jeziora wynosi 4,2 m, natomiast głębokość maksymalna 8,5 m.
Na podstawie badań przeprowadzonych w 1998 roku wody jeziora zaliczono do poza klasą klasy czystości.

## Hydronimia
Według urzędowego spisu opracowanego przez Komisję Nazw Miejscowości i Obiektów Fizjograficznych (KNMiOF) nazwa tego jeziora to Sumińskie. W różnych publikacjach i na mapach topograficznych jezioro to występuje pod nazwą Sumin.